# Gabriela Zingre-Graf
Gabriela »Gabi« Zingre-Graf, švicarska alpska smučarka, * 5. avgust 1970, Gstaad, Švica.
Nastopila je na Olimpijskih igrah 1994, kjer je osvojila peto mesto v slalomu. V edinem nastopu na svetovnih prvenstvih leta 1993 je bila 21. v isti disciplini. V svetovnem pokalu je tekmovala devet sezon med letoma 1989 in 1997 ter dosegla dve uvrstitvi na stopničke v slalomu. V skupnem seštevku svetovnega pokala je bila najvišje na 41. mestu leta 1996, leta 1995 je bila deveta v slalomskem seštevku.